# Diplotaxis sparsa
Diplotaxis sparsa är en skalbaggsart som beskrevs av Patricia Vaurie 1960. Diplotaxis sparsa ingår i släktet Diplotaxis och familjen Melolonthidae. Inga underarter finns listade i Catalogue of Life.